# 太田一郎
太田 一郎（おおた いちろう、1924年5月27日 - ）は、日本の経済学者、歌人、文芸評論家。元帝京大学教授。

## 経歴
東京四谷生まれ。3歳で父を失う。第一高等学校でいいだもも、中村稔らを知るが、1945年空襲で家を焼かれ、戦後肺結核を発病し清瀬療養所に入る。ここで結城昌治、福永武彦を知る。
退院後の1952年東京大学経済学部卒業、国民金融公庫に入る。かたわら吉行淳之介らと雑誌『世代』に短歌、文芸評論を寄稿。
国民金融公庫では調査部長、総務部長、理事を務め、1983年帝京大学経済学部教授。1995年定年。

## 著書
- 『墳 歌集』思潮社 1966
- 『現代短歌ノート』林書店 1967
- 『蝕 歌集』思潮社 1971
- 『形象集あるひは雅歌 太田一郎湊合歌集』出帆社 1976
- 『定家・迢空・茂吉 定型詩論ノート』創樹社 1979
- 『人間の顔をもつ小企業 生業的経営のバイオロジー』金融財政事情研究会 1981
- 『秋の章 歌集』青土社 1982
- 『現代の中小企業 その活力と再生』多賀出版 1986
- 『斎藤茂吉覚え書』創樹社 1987
- 『黄樹 歌集』本阿弥書店 1991
- 『地方産業の振興と地域形成 その思想と運動』法政大学出版局・叢書・現代の社会科学 1991
- 『殘紅集 歌集』砂子屋書房 1994
- 『海暮れて 定型詩論ノート』砂子屋書房 1995
- 『太田一郎歌集』砂子屋書房・現代短歌文庫 1996
- 『企業家精神の生成 中小企業創出のダイナミクス』多賀出版 1996
- 『花の骸 歌集』砂子屋書房 1998
- 『日の翳り』青土社 2000
- 『私の戦後史 えごの花降る』青土社 2003
- 『うたの風景 古典と現在』青土社 2006

共編著
- 『中小企業の知識集約化戦略 大企業に勝つ第三の経営ビジョン』中村秀一郎、清成忠男共編著 日本経営出版会 1973

## 註
1. ↑  『現代の中小企業』著者略歴、『私の戦後史』。